# Guarimba

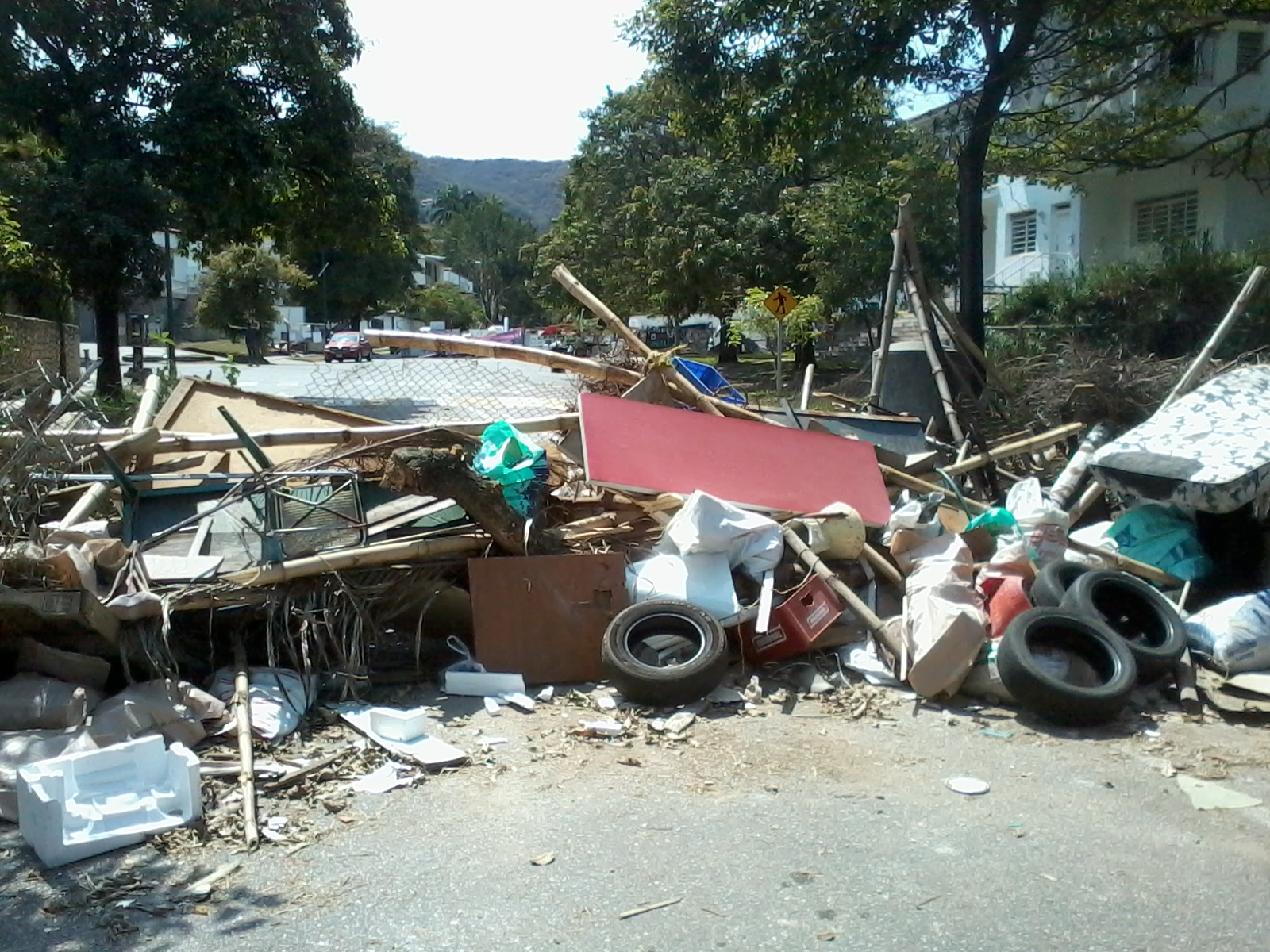
Barricada erigida en Caracas en 2014.

Guarimba es el término coloquialmente usado en Venezuela para referirse a barricadas callejeras o cortes de carreteras.A pesar de que el levantamiento de barricadas data desde las décadas de 1980 y 1990 por parte de grupos universitarios de izquierda, el término ha cobrado relevancia durante los gobiernos de Hugo Chávez y de Nicolás Maduro, cuando se ha convertido en un término peyorativo y estigmatizador. Funcionarios gubernamentales han usado el término para descalificar y criminalizar a la oposición o manifestaciones opositoras.

## Etimología
El origen de la palabra guarimba se remonta al juego infantil del mismo nombre, parecido al juego pilla-pilla, en el que las personas saltan de un círculo a otro evitando ser capturadas por alguien. La palabra proviene del germánico warjan (proteger), de donde también derivan otras palabras tales como guarecer, garaje y garita.

## Definición
Guarimba es el término coloquialmente usado en Venezuela para referirse a barricadas callejeras. Las barricadas pueden cortar vías de circulación de manera limitada, durante algunos momentos durante el día, fácilmente retirables por las fuerzas de seguridad, o en otros casos consistir en estructuras más permanentes o "tipo fortaleza" que bloquean el tránsito por más tiempo. Sus materiales han incluido montículos de basura, cartones, tablas metálicas o de madera, ladrillos, colchones, troncos de árboles. En algunos casos, pueden incluir alambres de púas o "guayas", o ser encendidas en fuego. Manifestantes opositores han sostenido que las guarimbas también se utilizan como protección contra grupos armados y no sólo como forma de protesta.

## Antecedentes
De acuerdo con el exiliado cubano Roberto Alonso, el uso del término empezó durante la dictadura de Marcos Pérez Jiménez en la década de los '50, cuando la resistencia usaba iglesias como refugio después de actuar en contra de la dictadura. El levantamiento de barricadas data desde las décadas de 1980 y 1990 por parte de grupos de izquierda de las universidades públicas venezolanas.
El término fue acuñado por el exiliado cubano Roberto Alonso, cuyos orígenes se remontan al juego infantil del mismo nombre. Alonso dijo que se inspiró tras leer "De la dictadura a la democracia", de Gene Sharp, que a su vez leyó después de que murieran 19 personas en el tiroteo de Puente Llaguno en Caracas y de que el presidente Hugo Chávez fuera depuesto brevemente en el intento de golpe de Estado de 2002. En diciembre de 2002, Alonso empezó a enviar correos electrónicos criticando a Chávez y detallando futuras acciones, hasta que su lista de direcciones acumuló más de dos millones de contactos, y en mayo de 2003 envió un ensayo invitando a la gente a participar en las barricadas.

## Historia

### Protestas de 2004
Las primeras "guarimbas" empezaron el 27 de febrero de 2004, duraron cinco días consecutivos y tuvieron lugar principalmente en urbanizaciones de sectores medios y altos de Caracas y otras quince ciudades del país. Las manifestaciones buscaron protestar contra las decisiones del Consejo Nacional Electoral, luego de que anunciara que las firmas presentadas para solicitar el referéndum revocatorio presidencial de 2004 debían examinarse por segunda vez, y fueron promovidas inicialmente por el Bloque Democrático, un sector radical de la oposición que rechazaba el referéndum revocatorio al considerarlo "una trampa del régimen".
Ese año, la "guarimba" consistía en levantar barricadas cerca de las viviendas, con basura y fuego, y mantenerse presente siempre y en cuando no llegaran fuerzas de seguridad o seguidores oficialistas. En múltiples lugares, las barricadas no generaron confrontación con funcionarios de seguridad o entes afines y generaron violencia. Sin embargo, en algunos casos los manifestantes se enfrentaron a efectivos estatales o afectos al gobierno, destruyeron bienes públicos y usaron armas de fuego.
La respuesta estatal fue variada. Mientras que los cuerpos de seguridad dependientes de alcaldías opositores (incluyendo la Policía Metropolitana de Caracas, la policía municipal de Baruta y la policía municipal de Chacao) se abstuvieron de responder a los protestantes y hasta ayudaron a levantar barricadas en algunos casos, aquellos organismos dependientes del gobierno nacional (particularmente la Guardia Nacional) respondieron para contener y reprimir a los manifestantes. Dicha actuación también fue variada dependiendo del momento y lugar. En algunas ocasiones, la actuación estuvo apegada al derecho, mientras que en otras estuvo fuera de él: se denunció que múltiples protestantes fueron golpeados, heridos o detenidos arbitrariamente.
Durante las protestas, 9 personas fueron asesinadas, de las cuales al menos 4 fue debido a la respuesta de funcionarios de seguridad. Las protestas continuaron hasta la primera semana de marzo, luego de negociaciones entre la oposición y el gobierno para llegar a un acuerdo sobre las firmas. En su informe anual de 2004, la organización no gubernamental PROVEA registró 370 cierres de calles entre octubre de 2003 y septiembre de 2004 (aunque reconoció que existía un importante subregistro de los mismos), queriendo decir que alrededor de una de cada tres manifestaciones de ese periodo se caracterizaron por esta modalidad. De ese total, 27 resultaron en violencia.

### Protestas de 2009
El presidente Chávez utilizó el término en un acto en el estado Carabobo en enero de 2009, refiriéndose a las protestas contra el referéndum constitucional de 2009, diciendo "guarimba que se forme, guarimba que debe ser disuelta de inmediato" y:

Señor ministro de Defensa, ministro de Interior, y los jefes de la policía, a partir de este momento, el que salga a quemar un cerro, a quemar unos árboles, a trancar una calle, me le echan gas del bueno, y me los meten presos. Si no lo hicieran, me raspo a los jefes responsables.

### Protestas de 2014

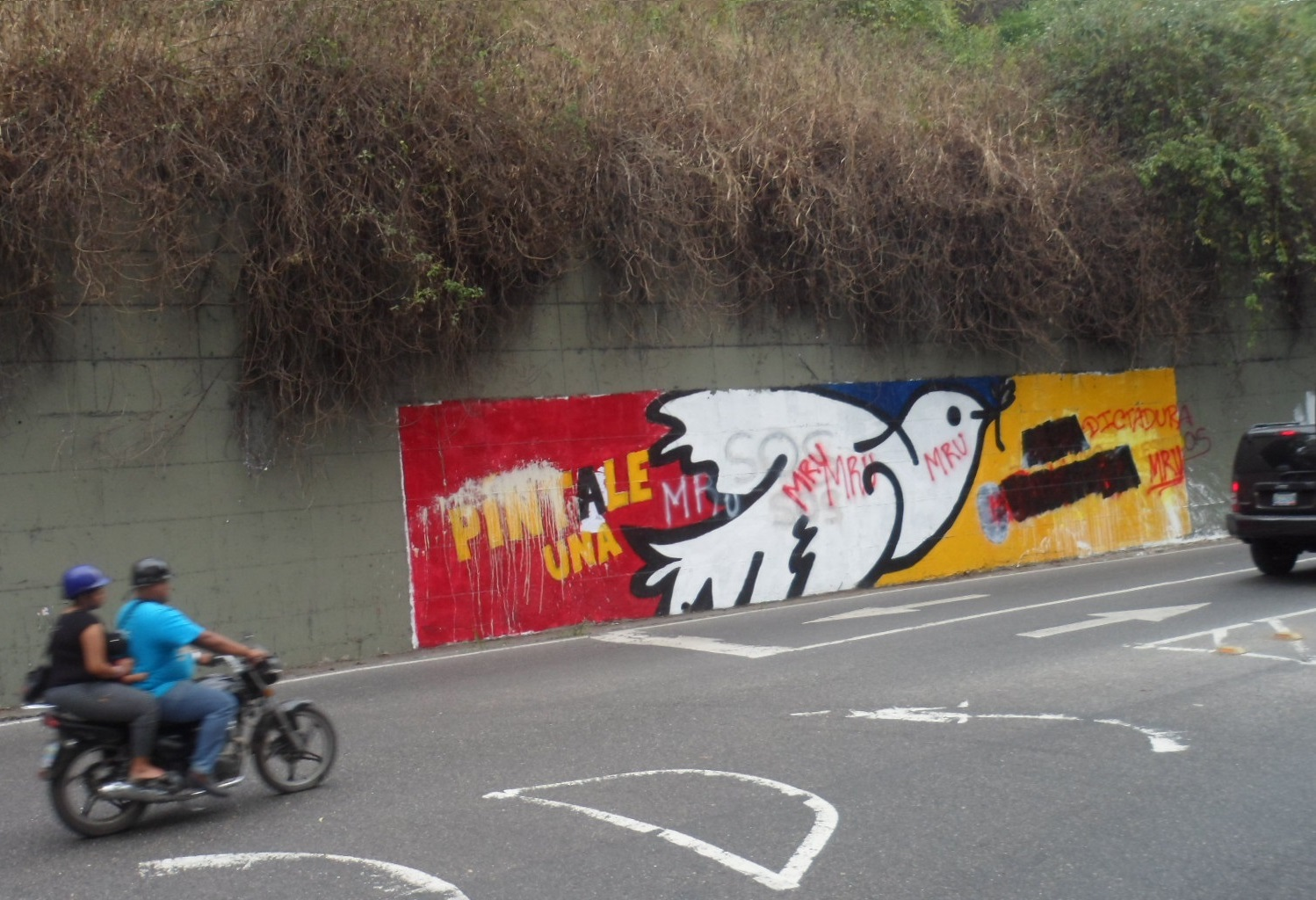
Un mural previamente criticando a las barricadas cambiado para criticar al gobierno.

Durante las protestas de 2014, el general retirado Ángel Vivas tuiteó que debían colgarse alambres en las calles para defenderse de los colectivos progubernamentales. Posteriormente, el gobierno venezolano emitió una orden de detención en su contra. Los manifestantes han utilizado abrojos caseros hechos con trozos de manguera y clavos, conocidos como "miguelitos" o "chinas", para desinflar neumáticos de motocicletas. Los protestantes han citado vídeos de protestas en Ucrania y Egipto como inspiración para sus tácticas a la hora de defender barricadas y repeler a las fuerzas gubernamentales, como el uso de artículos comunes como botellas de cerveza, tubos metálicos y gasolina para construir bombas incendiarias y morteros, al tiempo que utilizan botellas llenas de pintura para bloquear la visión de los conductores de tanques y vehículos antidisturbios blindados. El equipo de protección habitual de los manifestantes incluye cascos de motocicleta, mascarillas antipolvo de construcción y guantes.

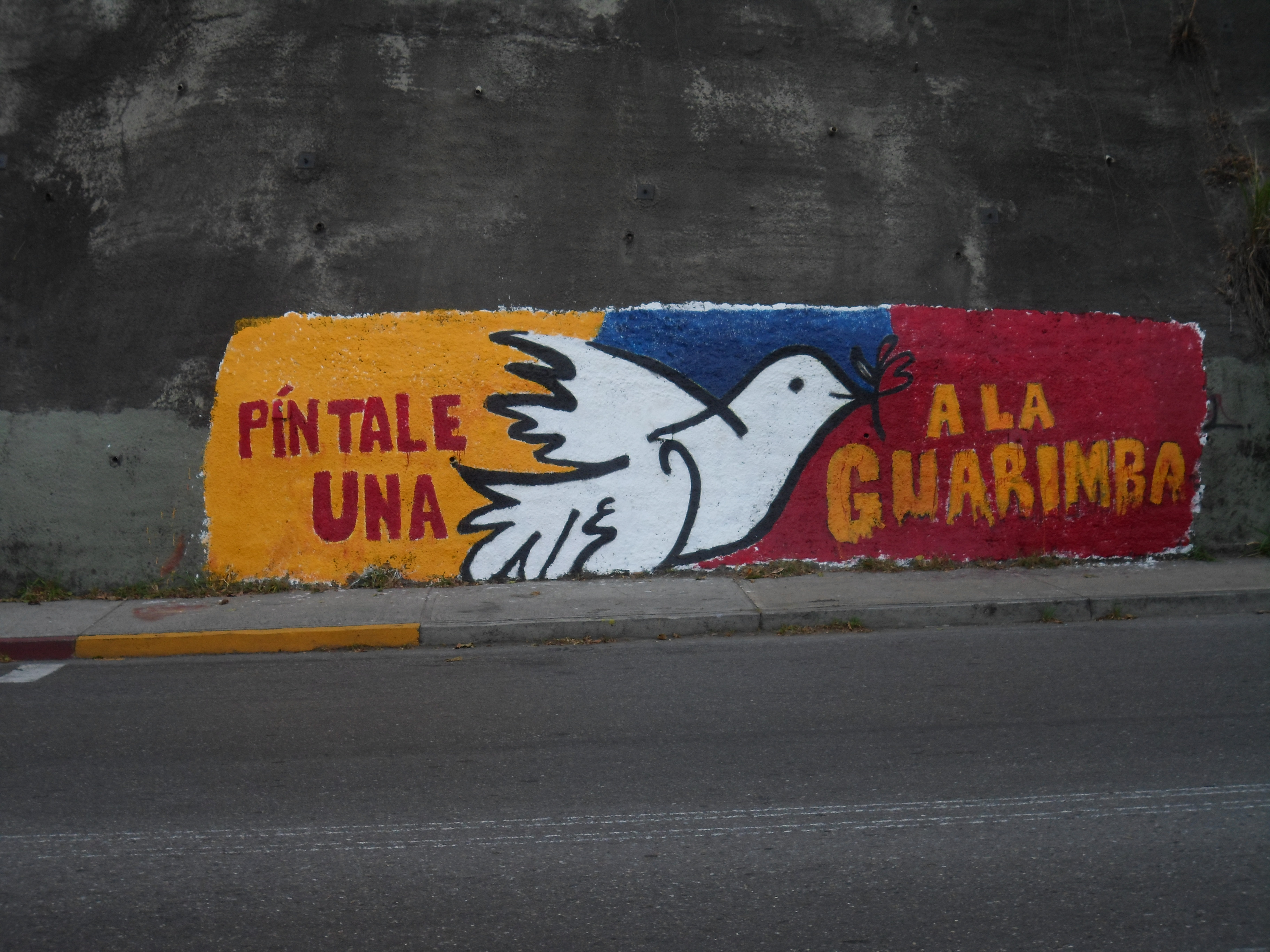
Mural en Caracas criticando a las "guarimbas" en 2014.

La forma de protesta era particularmente común en el estado Táchira y hasta se usaba para proteger a manifestaciones, impidiendo el avance de fuerzas de seguridad a los sectores donde tenían lugar concentraciones o marchas.
Durante las protestas, el 13 de febrero del 2014, durante su detención en Valencia, estado Carabobo, a Jorge León y a sus compañeros se les insultó como "guarimbero" y se les golpeó fuertemente con la culata de armas, cascos y patadas. Jorge sufrió fractura craneal y ruptura en el tímpano izquierdo con pérdida del líquido cefalorraquídeo como producto de los golpes.Al ser detenidas el 24 de febrero y durante su traslado, a Andrea Jiménez y a una compañera las amenazaron con violarlas, matarlas y descuartizarlas, insultándolas con los términos de "guarimberos", "escuálidos" y "burgueses".Durante su detención a partir del 12 de marzo del 2014 en Barquisimeto, estado Lara, Keyla Brito y su hija Karkelys fueron desnudadas en el destacamento 47 de la Guardia Nacional, siendo golpeadas mientras les decían "guarimberas" y "escuálidas".
En otro caso, el 19 de marzo de 2014, un efectivo de la Policía Nacional Bolivariana le apuntó con un arma a la cabeza a Gloria Tobón durante una protesta en el estado Táchira, mientras que otro funcionario le dijo “mata a esa perra”. Al detenerla, efectivos le echaron vinagre en la cara y la golpearon, llamándola “perra” y “guarimbera hija de puta".Robert González y ocho de sus compañeros fueron arrestados mientras protestaban el 21 de abril de 2014 en La Victoria, estado Aragua, siendo detenidos durante cuatro días. Durante su reclusión, fueron golpeados y amenazados, incluyendo amenazas de muerte y de desaparición, mientras les gritaban "guarimberos". Fueron sujetos a asfixias de bombas lacrimógenas, al igual que de privación del sueño, de alimentos y de alimento en varias oportunidades.
Un exfuncionario del Servicio Bolivariano de Inteligencia Nacional (SEBIN) relató para la Misión Internacional Independiente de determinación de los hechos sobre Venezuela que su director, Carlos Calderón, participaba directamente en las torturas dentro del organismo. Entre otros mal tratos, a los protestantes les colocaba bolsas de plástico, o les echaba agua, y los golpeaba para extraer información.
Los bloqueos de tránsito se realizaron en calles y avenidas, principalmente en urbanizaciones residenciales de clase media y alta a nivel nacional, y se convirtieron en lugares de reagrupamiento de manifestaciones opositoras. Las "guarimbas" fueron una táctica divisiva, generando muertes accidentales y conflicto entre la misma oposición. Sus críticos han afirmado que ha sido un método contraproducente que ha afectado a los residentes y comercios locales con un escaso impacto político. El gobierno de Nicolás Maduro las aprovechó para descalificar a la oposición como "fascista" y "violenta".

### Protestas de 2017

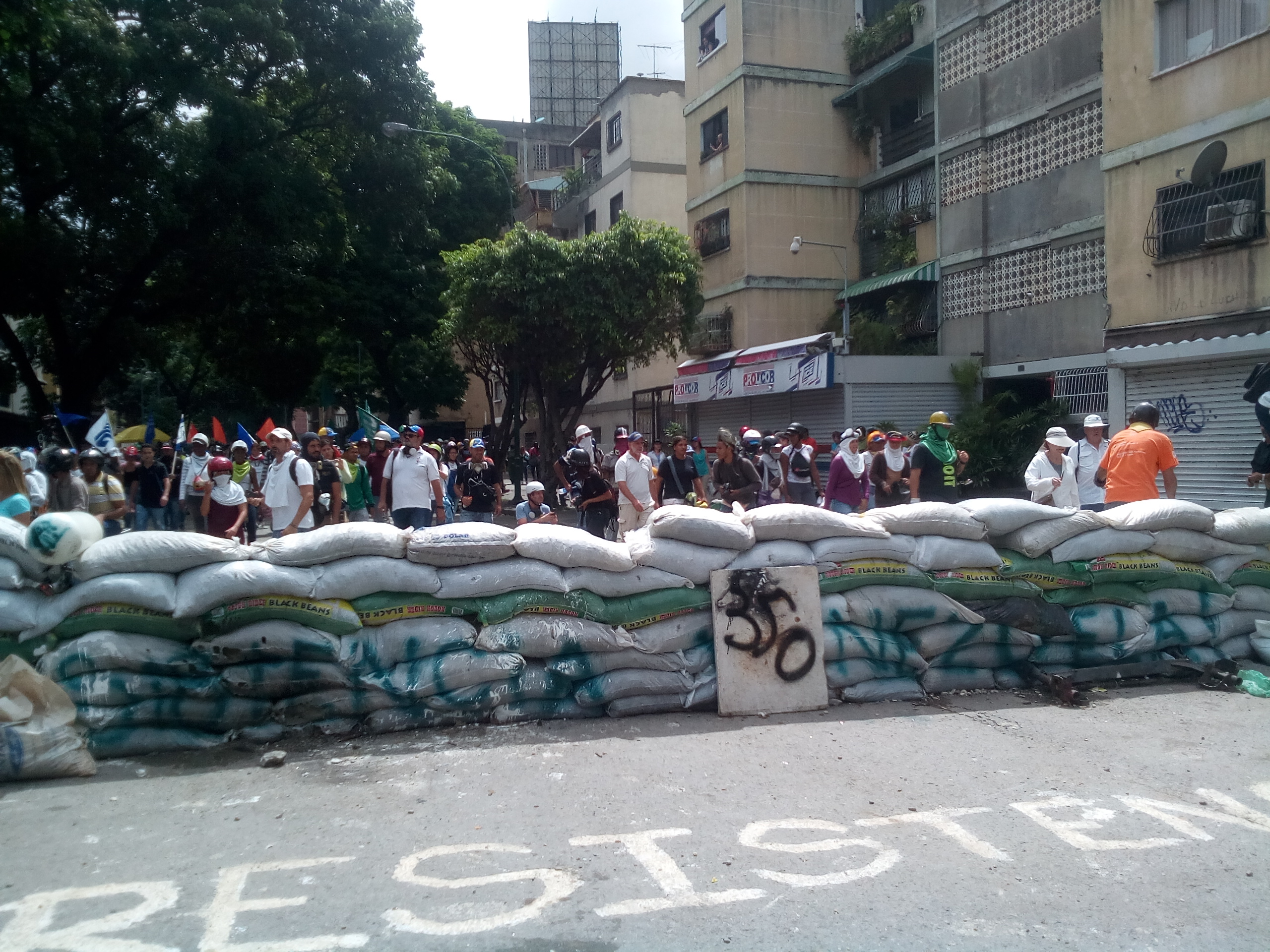
Barricada levantada en Caracas en 2017.

Durante las protestas de 2017, una consigna de entrenamiento de oficiales del SEBIN donde expresan querer asesinar a protestantes se viralizó: "Quisiera tener un puñal de acero para degollar a un maldito guarimbero".
En algunos casos, vecinos sacaron basura a las calles para protestar en contra de la falta de recolección de desechos en los vecindarios. En Villa del Rosario, estado Zulia, hubo sectores que tenían hasta seis meses sin aseo urbano.
Después de la activación del Plan Zamora durante las protestas de 2017, la cantidad de detenciones arbitrarias y de personas juzgadas ante tribunales militares aumentó considerablemente. Los detenidos generalmente fueron acusados de ser "guarimberos", término que no está definido bajo la rúbrica militar, y del delito de "ultraje al centinela" (personal militar).El 2 de julio de 2017, un grupo de veintiocho estudiantes de la Universidad Pedagógica Experimental Libertador en Maracay, estado Aragua, que pernoctaban en el campus en el marco de las manifestaciones fueron arrestados en la madrugada. Los efectivos de seguridad allanaron la universidad, amarraron y golpearon a los vigilantes, y amenazaron y golpearon a los estudiantes mientras se los llevaban, mientras les decían "guarimberos".
En otra manifestación, un "trancazo" en las inmediaciones del centro comercial Sambil en Caracas, múltiples protestantes fueron detenidos en julio y torturados posteriormente. A uno de ellos, además de ser amenazado y golpeado, se le echó tierra en una herida en la cabeza provocada por las golpizas, se le roseó gas pimienta en la cara, le cortaron el cabello con un cuchillo y le desgarraron la ropa, acusándolo de "guarimbero" y pidiéndole dinero para que fuese liberado.Orlando Moreno, un estudiante y representante del partido opositor Vente Venezuela, fue colgado en una posición de estrés en la Cárcel de la Pica luego de ser arrestado el 27 de junio y de negarse a hacer una confesión en video. Moreno pasó nueve horas en la posición, en la que apenas podía tocar el suelo con las puntas de los pies, siendo llamado "guarimbero" y golpeado.El 20 de julio de 2017, funcionarios de la Guardia Nacional irrumpieron en la casa de Reny Elías para detenerlo, un empleado de la Secretaría de Salud de la gobernación de Zulia. Fue trasladado a un lugar donde fue obligado a acostarse en el suelo junto con otras veinte personas, donde funcionarios de la Policía Nacional Bolivariana los insultaron, llamándolos “malditos guarimberos" y amenazándolos de muerte. Los pisotearon, los golpearon con fusiles y les echaron gas lacrimógeno y agua en la cara, diciéndoles “¡Diles a los opositores que los vengan a sacar de aquí!".
El 30 de julio, el día de las elecciones de la Asamblea Nacional Constituyente, en San Cristóbal, estado Táchira, un manifestante fue interceptado por hombres armados y con pasamontañas mientras regresaba su casa. Uno de ellos le dijo "¡Eres un guarimbero!", golpeándolo en la cabeza y deteniéndolo. El protestante fue obligado a sostener cócteles molotov mientras le tomaban fotos y a grabar videos un video incriminatorio, señalando a jóvenes de la zona de ser líderes de la "Resistencia" y de afirmar que le habían pagado 100.000 bolívares para participar en la protesta.

## Respuesta gubernamental
Durante la Revolución bolivariana, particularmente durante la gestión de Nicolás Maduro, el término "guarimbero" ha sido utilizado para descalificar a manifestantes o a opositores. Como respuesta a la construcción de barricadas, los organismos de seguridad se han desplegado para retirarlas en coordinación de colectivos, motorizados civiles progubernamentales. La respuesta ha ocasionado daños contra vehículos y edificios. El término ha sido usado como insulto contra protestantes opositores, o personas percibidas de haber participado en manifestaciones, al igual que otros descalificativos como "escuálido", incluyendo en momentos en los que han sido objetos de torturas y/o malos tratos.
La Sala Constitucional del Tribunal Supremo de Justicia, mediante una interpretación del artículo 68 de la Constitución sobre la libertad de manifestación, dictaminó que las manifestaciones necesitan autorización y que las concentraciones sin autorización previa "pueden dar lugar a la intervención de las fuerzas policiales y de seguridad en el control del orden público para garantizar el derecho al libre tránsito y otros derechos constitucionales". La sentencia contravenía las normas internacionales de protección del derecho de manifestación y facilitaba la represión al ilegalizar todas las protestas que no tuviesen permiso.
El 5 de marzo de 2014, el abogado Juan Ernesto Garantón demandó a los alcaldes opositores de Baruta y del Hatillo ante el Tribunal Supremo de Justicia (Gerardo Blyde y David Smolansky), acusándolos de colaborar con el cierre de calles, declarando que "si bien ellos han dicho que están en contra de estas guarimbas, no existen acciones contundentes para detenerlas". Similarmente, el presidente de la Asamblea Nacional, Diosdado Cabello, acusó el mismo año a Darío Ramírez, coordinador nacional juvenil del partido opositor Voluntad Popular y concejal del municipio Sucre, de financiar las "guarimbas", declarando "el concejal solicitó un permiso de ausencia. No ha regresado, ¿volverá? Dejó "el pelero" y los "guarimberos" están pendientes de su regreso". El gobernador del estado Mérida, Alexis Ramírez, también acusó al alcalde de Mérida Carlos García, del partido Primero Justicia, de colaborar con las "guarimbas", acusándolo de "no hacer absolutamente nada para recoger los escombros que están en las barricadas en la avenida Las Américas; por el contrario, se ha dedicado a ayudar a estos guarimberos y su silencio cómplice deja mucho que decir".
En noviembre, a través de ley habilitante, Nicolás Maduro reformó la Ley Orgánica de Seguridad de la Nación para crear el Sistema Popular de Protección de la Paz (SP3). La Ministra de la Defensa, Carmen Meléndez, afirmó que el SP3 fue creado debido a "las amenazas constantes que se han presentado en los 15 años de revolución", incluyendo "las guarimbas".
El 1 de abril de 2015, el Comandante General de la Guardia Nacional Bolivariana (GNB), Néstor Reverol, publicó un manual de normales y procedimientos operativos relacionados al orden público. El manual describe las acciones  de la Guardia Nacional como respuesta al mantenimiento del orden público y define a los enemigos internos del Estado. El documento define a los enemigos internos como "aquellos individuos que pueden ser nacionales o extranjeros que se encuentran en el territorio nacional y que mantienen posiciones opuestas a las políticas del gobierno nacional" e incluye a los "guarimberos" dentro de dicha categoría, definiendo a los guarimberos como "quienes realizan acciones extremas de calle, poniendo en riesgo la vida de las personas o su integridad física, causando muertes y lesiones traumáticas, así como daños a sus bienes y servicios, implementando medios lesivos de impacto contundente, metales, material combustible, material inflamable, fuego y otros artefactos". A pesar de que el manual reconoce que dicho grupo puede no tener la intención de causar daños y que puede estar manifestándose por la falta de servicios o de derechos civiles y políticos, también afirma que se requiere de la intervención militar, acusándolos de generar violencia. El documento también describe que "hombres, mujeres, niños y ancianos" pueden ser "guarimberos", por lo que pueden estar sujetos al uso progresivo y diferenciado de la fuerza descrito en el manual.
La Misión Internacional Independiente de determinación de los hechos sobre Venezuela tuvo acceso a una presentación en PowerPoint de diciembre de 2016 elaborado por el CEOFANB en la que se incluye a las "guarimbas" ubicadas en sectores controlados por alcaldes opositores como parte de “amenazas internas o externas” a las que se debía responder en un ejercicio cívico-militar. La presentación hacía referencia entre grupos militares y civiles para luchar en contra de “el enemigo y los grupos generadores de violencia”.
El Helicoide originalmente contaba con una celda conocida como "Preventiva I" en su Área de Acceso, también conocida como el "Infiernito", con unas dimensiones de 3 x 5 metros y donde eran recluidos recién llegados. Para 2014, era la única celda de este tipo, pero cuando las detenciones comenzaron a aumentar se crearon tres áreas adicionales más adelante, conocidas como "Preventiva II", "Preventiva III" y "Preventiva IV". Para 2015, Preventiva I estaba destinada para presos comunes, mientras que las otras tres celdas estaban destinadas para estudiantes, usuarios de Twitter y "guarimberos".Una de las celdas más grandes en El Helicoide fue denominada como la celda “Guarimbero”, a su vez un anexo de la celda “Guantánamo”. Mientras que en “Guantánamo” se recluía a la mayoría de los detenidos por motivos no políticos, los detenidos arrestados durante protestas u opositores eran encarcelados en la celda “Guarimbero”. Ambas celdas han estado hacinadas y en muy malas condiciones, sin acceso a agua o a baños, y donde los reclusos han tenido que dormir en el suelo.